# ノックス郡 (オハイオ州)
座標: 北緯40度23分 西経82度28分 / 北緯40.383度 西経82.467度
ノックス郡（英: Knox County）は、アメリカ合衆国オハイオ州の中央部に位置する郡である。2010年国勢調査での人口は60,921人であり、2000年の54,500人から11.8%増加した。郡庁所在地はマウントバーノン市（人口16,990人）であり、同郡で人口最大の都市でもある。
ノックス郡はその全体で、マウントバーノン小都市圏を構成している。郡名はアメリカ独立戦争の軍人ヘンリー・ノックスに因んで名付けられた。ノックスは後にアメリカ合衆国陸軍長官になった。

## 歴史
ノックス郡は1808年にフェアフィールド郡から分離して設立された。

## 地理
アメリカ合衆国国勢調査局に拠れば、郡域全面積は529.63平方マイル (1,371.7 km2)であり、このうち陸地525.49平方マイル (1,361.0 km2)、水域は4.14平方マイル (10.7 km2)で水域率は0.78%である。郡域の58％が農地、28％が森林である。大半は氷河作用を受けたアルゲイニー台地にあり、うねった丘陵と谷がある。起伏はそれほどないが、場所によって標高1,400フィート (427 m) に達する所がある。

## 経済
ノックス郡経済の大きな部分が農業に基づいており、2011年の農作物と家畜による年間現金収入額は1億1,000万米ドルに達した。トウモロコシが主要作物であり、これに大豆と家畜が続いている。郡庁所在地のマウントバーノン市には、郡内主要雇用主であるロールスロイス・エナジー・システムズ社（元クーパー・インダストリーズ）とアリエル社があり、どちらも天然ガス生産に使われる部品の製造者である。その他の主要雇用主として、ガンビア村にあるケニオン・カレッジ、マウントバーノン市にあるマウントバーノン・ナザレン大学、およびフレデリックタウン村にあるココシング建設会社がある。

### 隣接する郡
- リッチランド郡 - 北
- アシュランド郡 - 北東
- ホームズ郡 - 北東
- コショクトン郡 - 東
- リッキング郡 - 南
- デラウェア郡 - 南西
- モロー郡 - 北西

## 人口動態
以下は2000年国勢調査による人口統計データである。
| 基礎データ - 人口: 54,500人 - 世帯数: 19,975 世帯 - 家族数: 14,362 家族 - 人口密度: 40人/km2（103人/mi2） - 住居数: 21,793軒 - 住居密度: 16軒/km2（41軒/mi2） 人種別人口構成 - 白人: 97.66% - アフリカン・アメリカン: 0.67% - ネイティブ・アメリカン: 0.21% - アジア人: 0.34% - 太平洋諸島系: 0.02% - その他の人種: 0.21% - 混血: 0.89% - ヒスパニック・ラテン系: 0.68% 言語による構成 - 英語：95.6% - ドイツ語：1.3% - スペイン語：1.1% 年齢別人口構成 - 18歳未満: 24.8% - 18-24歳: 11.7% - 25-44歳: 26.7% - 45-64歳: 23.0% - 65歳以上: 13.8% - 年齢の中央値: 36歳 - 性比（女性100人あたり男性の人口） - 総人口: 94.7 - 18歳以上: 90.9 | 世帯と家族（対世帯数） - 18歳未満の子供がいる: 32.5% - 結婚・同居している夫婦: 59.6% - 未婚・離婚・死別女性が世帯主: 8.5% - 非家族世帯: 28.1% - 単身世帯: 23.9% - 65歳以上の老人1人暮らし: 10.6% - 平均構成人数 - 世帯: 2.56人 - 家族: 3.03人 収入と家計 - 収入の中央値 - 世帯: 38,877米ドル - 家族: 45,119米ドル - 性別 - 男性: 34,363米ドル - 女性: 24,352米ドル - 人口1人あたり収入: 17,695米ドル - 貧困線以下 - 対人口: 10.1% - 対家族数: 7.4% - 18歳未満: 13.6% - 65歳以上: 7.6% |

## 郡区

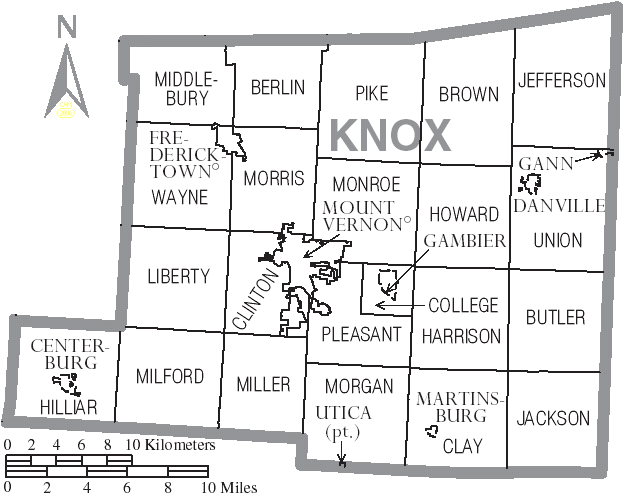
ノックス郡図

ノックス郡は下記22の郡区に分割されている。
| - バーリン - ブラウン - バトラー - クレイ - クリントン | - カレッジ - ハリソン - ヒリアー - ハワード - ジャクソン | - ジェファーソン - リバティ - ミドルベリー - ミルフォード | - ミラー - モンロー - モーガン - モリス | - パイク - プレザント - ユニオン - ウェイン |

### 都市
- マウントバーノン - 郡庁所在地

### 村
| - センターバーグ - ダンビル | - フレデリックタウン - ガンビア | - ガン - マーティンズバーグ | - ユーティカ |

### 未編入の町
| - バングス - ブラーデンズバーグ | - ハワード - マウントリバティ |

## 高等教育機関
- ケニオン大学、ガンビア村
- マウントバーノン・ナザレン大学、マウントバーノン市

## 著名な出身者
- ルーク・ペリー、俳優、1990年から10年間続いたテレビ・シリーズ『ビバリーヒルズ青春白書』のディラン役が有名